# Allan Saint-Maximin
Allan Irénée Saint-Maximin (* 12. März 1997 in Châtenay-Malabry) ist ein französischer Fußballspieler.

## Karriere

### Vereine

#### Anfänge
Saint-Maximin wuchs in der Umgebung der französischen Hauptstadt Paris auf und begann bei einem Klub aus Verrières-le-Buisson mit dem Fußballspielen. Anschließend spielte er für einen Verein aus dem nahegelegenen Ris-Orangis, wo der Stürmer bereits mit acht Jahren als außergewöhnlich technisch begabt und dazu schnell auffiel. Danach trug er für vier Jahre das Trikot eines Vereins aus dem ebenfalls der Hauptstadtregion zugehörigen Boulogne-Billancourt, ehe er im Sommer 2011 kurz vor seinem 14. Geburtstag zum einige hundert Kilometer südöstlich gelegenen AS Saint-Étienne geholt wurde und die Jugendabteilung des Erstligisten verstärkte. Der Verein bemühte sich um eine Ausbildung des Spielers am landesweiten Jugendleistungszentrum INF Clairefontaine, das er einige Zeit später wegen mangelhafter Leistungen aber wieder verlassen musste. Im Verein setzten die Verantwortlichen hingegen weiter auf ihn, sodass er Teil der B-Juniorenmannschaft war, die in der Saison 2012/13 den französischen Meistertitel der unter 17-Jährigen gewann. Am 3. Juli 2013 unterschrieb der zu diesem Zeitpunkt 16-Jährige bei Saint-Étienne seinen ersten Profivertrag.

#### AS Saint-Étienne
Wenige Wochen nach der Vertragsunterzeichnung kam Saint-Maximin im Alter von 16 Jahren, 5 Monaten und 17 Tagen zu seinem Profidebüt, als er am 29. August 2013 bei einer 0:1-Niederlage gegen den dänischen Klub Esbjerg fB in der Europa-League-Qualifikation auflief. Diese Partie, wenngleich sie nach einem 3:4 im Hinspiel das Ausscheiden seiner Mannschaft mit sich brachte, machte ihn zum jüngsten Teilnehmer am europäischen Wettbewerb in der Vereinsgeschichte. Drei Tage darauf wurde er bei einer Erstligabegegnung gegen Girondins Bordeaux, die mit 2:1 endete, in der 69. Minute eingewechselt und debütierte somit auch in der höchsten französischen Spielklasse. Den Vereins- und Ligarekord des bei seinem Debüt noch 15 Jahre alten Laurent Paganelli als jüngster Spieler konnte er dabei allerdings nicht brechen. In der Folgezeit wurde der Jugendliche in der ersten Mannschaft weiterhin gelegentlich als Ersatzmann verwendet, während er gleichzeitig in der viertklassig antretenden zweiten Auswahl Spielpraxis erhielt. Nach der Sommerpause 2014 stand er in der Erstligamannschaft erstmals in der Startelf und geriet wieder regelmäßiger in deren Fokus.

#### Hannover 96
Ende Juli 2015 wurde Saint-Maximin von der AS Monaco verpflichtet und mit einem Fünfjahresvertrag bis zum 30. Juni 2020 ausgestattet. Er wurde jedoch zunächst für die Saison 2015/16 an den Bundesligisten Hannover 96 ausgeliehen, für den er am 22. August 2015 (2. Spieltag) bei der 0:1-Niederlage im Heimspiel gegen Bayer 04 Leverkusen mit Einwechslung für Mevlüt Erdinç in der 60. Minute debütierte. Sein erstes Bundesligator erzielte er in seinem neunten Punktspiel am 4. Dezember 2015 (15. Spieltag), bei der 1:3-Niederlage im Auswärtsspiel gegen den FC Schalke 04, mit dem Anschlusstreffer zum 1:2 in der 81. Minute.

#### SC Bastia
Nach dem Abstieg mit Hannover 96 kehrte Saint-Maximin zur Saison 2016/17 zunächst nach Monaco zurück, erhielt aber im Kader von Trainer Leonardo Jardim keine Rückennummer und wurde auch nicht auf die Spielberechtigungsliste für die Qualifikation zur UEFA Champions League gesetzt. Am 28. Juli wurde er bis zum Saisonende an den SC Bastia ausgeliehen. Nach seiner Rückkehr nahm er im Sommer 2017 in Monaco an der Saisonvorbereitung teil und wurde danach sowohl im Supercup gegen Paris St. Germain (1:3) als auch im ersten Saisonspiel gegen den FC Toulouse (3:2) eingewechselt. Für die Ablösesumme von zehn Millionen Euro heuerte er dann im August 2017 beim OGC Nizza an.

#### OGC Nizza
Für Nizza schoss er am 14. September 2017 gegen den SV Zulte Waregem (5:1) in der Europa League sein erstes Tor und spätestens in der Saison 2018/19 avancierte er unter dem neuen Trainer Patrick Vieira zu einem Schlüsselspieler, nachdem wichtige Akteure wie Jean Michaël Seri, Alassane Pléa und Arnaud Souquet den Verein verlassen hatten. Im August 2019 zog es ihn anschließend für eine Transfersumme in Höhe von 16 Millionen Pfund in die englische Premier League zu Newcastle United.

#### Newcastle United
Saint-Maximin unterschrieb einen Sechsjahresvertrag bei den „Magpies“. Er debütierte kurz darauf beim 0:1 gegen den FC Arsenal und insgesamt absolvierte er 30 Pflichtspiele in der Saison 2019/20. Dabei gelangen ihm vier Treffer – darunter das entscheidende 1:0 beim Auswärtsspiel gegen den FC Southampton.

#### Al-Ahli
Im Sommer 2023 wechselte er nach Saudi-Arabien zu Al-Ahli. Für die Saison 2024/25 wurde er an den türkischen Erstligisten Fenerbahçe Istanbul verliehen.

### Nationalmannschaft
Das erste Spiel im Nationaltrikot absolvierte Saint-Maximin für die französische U-16-Auswahl, die am 21. Januar 2013 mit 3:2 gegen die Auswahl Belgiens gewann. Es folgten zehn weitere Einsätze in dieser Auswahlmannschaft, bevor er im selben Jahr in die U-17-Nationalmannschaft aufrückte.